# Aïcha Snoussi
Aïcha Snoussi (en árabe: عائشة سنوسي‎, Hammamet, 1989) es una artista queer tunecina.

## Biografía
Snoussi nació en Túnez en 1989 y empezó a dibujar desde muy joven. Estudió Bellas Artes en el Institut Supérieur des Beaux-Arts de Túnez y luego realizó una maestría en Bellas Artes en la Universidad de París IV París Sorbonne. Actualmente vive y trabaja en París. Inicialmente Snoussi se formó como grabadora, pero actualmente trabaja con tinta y pintura, creando obras de gran tamaño que recuerdan a El Bosco o Georges Bataille. Ha hablado abiertamente sobre los prejuicios contra las mujeres y las personas racializadas dentro del mundo del arte. Fue invitada a hablar sobre arte y feminismo en el Centro Pompidou en 2019.

### Exposiciones
En 2017, el trabajo de Snoussi se mostró en la feria contemporánea Art Paris, que presentó a muchas artistas de toda África. Expuso su obra Le Livre des anomalies, que es una extensa narrativa de ilustraciones dibujadas en cuadernos descoloridos. Estas obras invitaban a las personas visitantes a agregarlas y Snoussi se interesó en romper la división en el espacio de la galería entre el artista y quienes asistieron a la exposición. La muestra de Snoussi de 2016 en la Embajada de Túnez en Londres exploró lo monstruoso y presentó ilustraciones a gran escala dibujadas con pintura roja directamente en las paredes de la embajada. La sexualidad y el cuerpo son una parte importante de la obra de Snoussi, que se define por el entrelazamiento de los temas de la ciencia y el misticismo. El papel se trata como piel maltratada mediante cortes, perforaciones y dibujos. Ha expuesto su trabajo de manera constante desde 2013, con exposiciones, entre otras, en: Climbing Through the Tide (Túnez, 2019), Galerie LaLalande (París, 2019), Art Bruselas (2018), Somerset House (Londres, 2017), Platform Parallel (Túnez, 2016), Cité Internationale des arts (París, 2015), Jazz Festival (Cartago, 2014), Galerie Yahia (Túnez), 2013).

### Arte LGBTQ+ en Túnez
La identidad queer de Snoussi también es importante en la expresión de su trabajo. Explora cómo las visiones monstruosas de su trabajo se relacionan con la creación de alternativas queer al autoritario Estado tunecino. En 2019, fue una de los trece artistas elegidas para exponer en París con motivo del Día Internacional contra la Homofobia, la Transfobia y la Bifobia. Su mezcla de monstruosidad y rareza actúa para confundir los valores tradicionales tunecinos. Lo queer solo surgió en el arte femenino en Túnez en la década de 2010 y Snoussi está a la vanguardia de su desarrollo.